# Terre de Nordenskiöld
La Terre de Nordenskiöld est un territoire administratif norvégien situé au centre du Spitzberg, Svalbard. Elle est délimitée par les fjords Isfjorden au nord et Van Mijenfjorden au sud. À l'est les vallées de Sassendalen, Eskerdalen, Lundströmdalen et Kjellströmdalen forment une frontière avec les terres adjacentes : la  Terre de Sabine au nord-est et la Terre de Heer au sud-est. La zone  mesure environ 90 km d'est en ouest et 58 km du nord au sud, soit une superficie d'environ 5 000 km2.

## Habitat
La Terre de Nordenskiöld compte le plus grand nombre de localités habitées au Svalbard: Longyearbyen, Barentsburg et Sveagruva. mais aussi d'anciens établissements désormais abandonnés: Grumantbyen, Colesbyen, Green Harbour ou réhabilité comme l' Isfjord Radio.
À l'aéroport de Longyearbyen, au Hotellneset. Il existe un réseau dense de motoneiges dans l'ensemble de la zone.

## Géographie
La Terre de Nordenskiöld est vallonnée avec des montagnes qui la bordent, à l'exception d'une bande de 5 à 10 km de large de terres basses - Nordenskiöldkysten située tout à l'ouest. Les montagnes atteignent des altitudes de 901 mètres à l'ouest, 1 050 m à Longyearbyen, dans le nord, et 1 235 moh dans le sud-est à proximité de Svea. Les montagnes sont relativement peu couvertes de glace à l'exception du glacier Fridtjovbreen dans le Grønfjorden. Il y a aussi un grand nombre de petits glaciers.
Trois grandes vallées de couper dans la Terre de Nordenskiöld : l'Adventdalen qui débouche sur le petit fjord d'Adventfjorden qui donne dans l'Isfjorden au nord. La vallée de Reindalen débouche dans le fjord Van Mijenfjorden au sud. La vallée Reindalen est la plus importante et le plus vaste vallée; elle fait partie d'un parc national. À l'est se trouve la vallée deSassendalen qui joue le rôle de frontière entre la Terre de Nordenskiöld et celle de Sabine.

## Économie
Il y a beaucoup de mines et de gisements de charbon . Il y a des routes autour de chacun des localités de la région mais aucune route ne relie les localités entre elles. Il y a une couverture en téléphonie mobile dans de grandes parties de la région. Les travailleurs de  Sveagruva n'y vivent pas en permanence. Il y a une piste de motoneige rejoignant Longyearbyen et qui passe par la vallée de Reindalen.

## Parcs nationaux
Il y a deux parcs nationaux dans la Terre de Nordenskiöld :
- Parc national de Nordenskiöld Land, dans le sud-ouest, il comprend Nordenskiöldkysten et Reindalen
- Parc national de Sassen-Bünsow Land, dans le nord-est en direction de la Terre de Sabine et qui comprend la vallée de Sassendalen

## Nom
La terre est nommée d'après le géologue suédois et explorateur polaire Adolf Erik Nordenskiöld, lequel a dirigé cinq expéditions scientifiques au Svalbard, en 1858, 1861, 1864, 1868, et 1872/1873, et une expédition dans l'ouest du Groenland en 1870. Il est surtout connu pour le voyage avec le bateau "Vega" de 1878 à 1880, quand il a trouvé le passage nord-est.